# Hámori Ottó
Hámori Ottó, születési nevén Herczog Oszkár (Budapest, 1928. október 21. – Budapest, 1983. december 13.) Rózsa Ferenc-díjas magyar újságíró, író.

## Életpályája
Herczog József cipészmester, kereskedő és Göttler Sarolta (1895–1961) fiaként született. Középiskolai tanulmányait 1939 és 1947 között a Pesti Izraelita Hitközség Gimnáziumában végezte. Az Eötvös Loránd Tudományegyetem magyar–történelem szakán szerzett oklevelet. Ezután a Színház- és Filmművészeti Főiskola dramaturg szakán tanult. A Szocialista Fiatalok című lap főszerkesztője volt, majd 1948. május 1-jén szerkesztésében indult el a Szikra című hetilap, a szociáldemokrata ifjúsági mozgalom lapja. 1947-től a Kossuth Népe, 1950-től a Világosság című napilap, 1952–1954 között a Magyar Nemzet munkatársa volt. 1954–1956 között az Új Hang szerkesztőbizottságának tagja volt. 1957-től a Film Színház Muzsika színikritikusa, 1962-től főszerkesztője volt.
Felesége Bokor Magda (1930–2005) pedagógus volt.

## Művei
- Én, Károlyi Gábor fogadom... (ifjúsági regény, 1951)
- A vasbeton szobor (Bagi Ilona életregénye, 1957)
- Endri (Történetek Ságvári Endre életéből, 1957)
- Pesti fiatalok (riportok, 1958)
- Házasság, család, boldogság (1960)
- Meredek utca (kisregény és elbeszélés, 1962)
- Utak (forgatókönyvíró, 1964)
- Megmérettél! (egyfelvonásos, 1965)
- A második reggel (regény, 1965)
- Fiúk a térről (forgatókönyvíró, 1967)
- Ráktérítő (regény, 1967)
- Fogd kézzel a halat! (regény, 1975)
- Egy kardforgató élete. Filmnovella Petschauer Attiláról (filmnovella, 1983)

## Díjai, elismerései
- Rózsa Ferenc-díj (1962)